# Baslieux-lès-Fismes
Baslieux-lès-Fismes est une commune française située dans le département de la Marne en région Grand Est.

## Géographie

### Localisation
Baslieux-lès-Fismes se trouve au nord-ouest du département de la Marne, en région Grand Est, à la limite avec le département de l'Aisne et la région Hauts-de-France. Elle appartient à la région agricole du Tardenois.
La commune s'étend sur une superficie de 562 hectares. Sur son territoire, l'altitude varie de 60 à 193 mètres. Baslieux est adossée au plateau de Perthes et est arrosée par des ruisseaux qui coulent de celui-ci vers la Vesle, qui délimite la commune au sud. 
Par la route, Baslieux-lès-Fismes se situe à 74 km de Châlons-en-Champagne, préfecture du département, à 27 km de Reims, sous-préfecture, et à 4 km de Fismes, bureau centralisateur du canton de Fismes-Montagne de Reims dont dépend Baslieux-lès-Fismes depuis 2015. La commune fait en outre partie du bassin de vie de Fismes.
Baslieux-lès-Fismes est limitrophe de 4 communes :
| Les Septvallons (Cne deléguée de Merval) | Les Septvallons (Cne deléguée de Glennes) |            |
|                                          | Baslieux-lès-Fismes                       | Romain     |
| Fismes                                   |                                           | Courlandon |

### Hydrographie

#### Réseau hydrographique
La commune est dans la région hydrographique « la Seine du confluent de l'Oise (inclus) à l'embouchure » au sein du bassin Seine-Normandie. Elle est drainée par la Vesle, le ruisseau Bazin et le ruisseau Sainte-Marie,.
La Vesle, d'une longueur de 139 km, prend sa source dans la commune de Somme-Vesle et se jette  dans l'Aisne à Ciry-Salsogne, après avoir traversé 52 communes. 

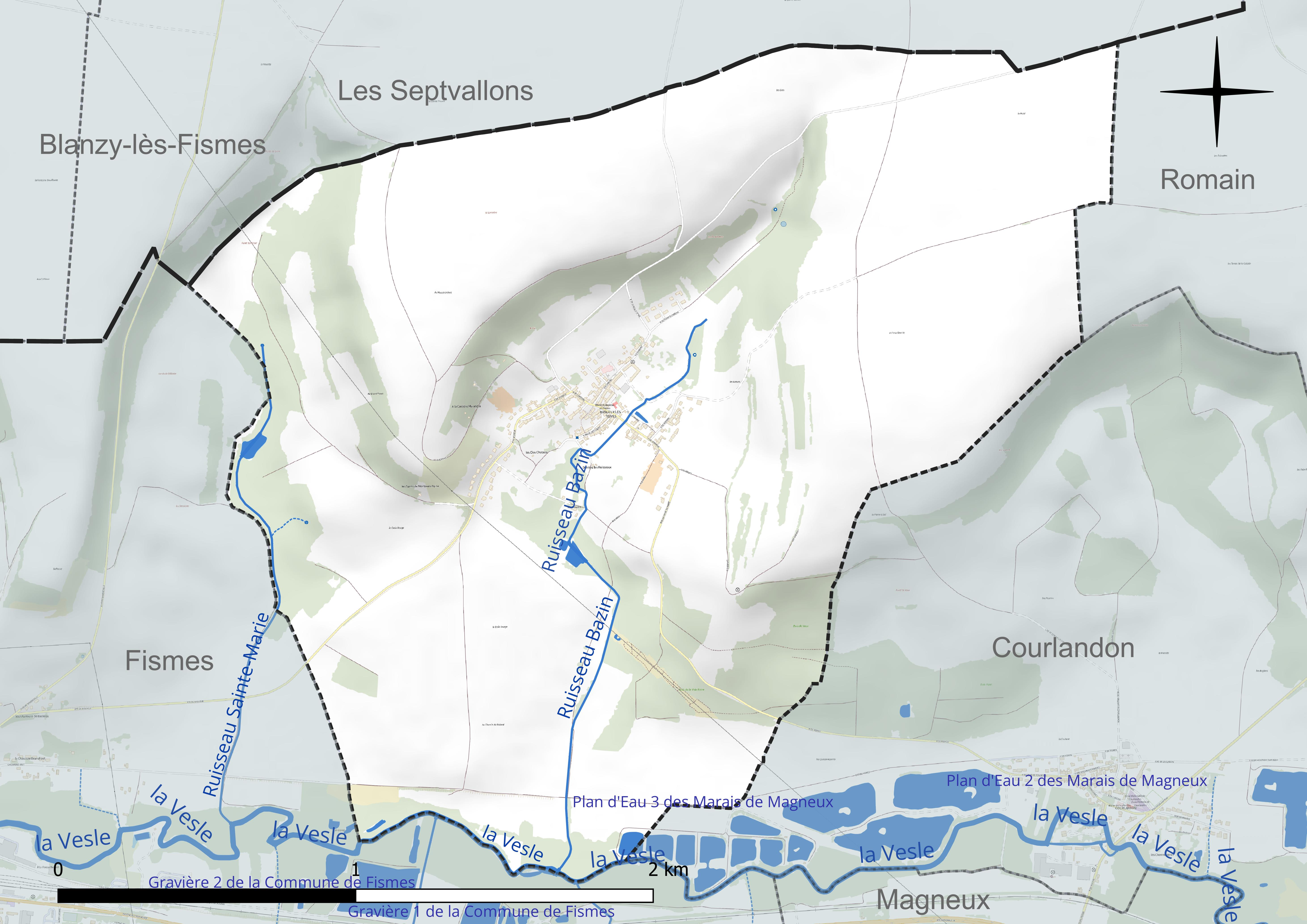
Réseau hydrographique de Baslieux-lès-Fismes.

Un plan d'eau complète le réseau hydrographique : le plan d'eau 5 des le marais de Magneux, d'une superficie totale de 3 ha (0,5 ha sur la commune),.

#### Gestion et qualité des eaux
Le territoire communal est couvert par le schéma d'aménagement et de gestion des eaux (SAGE) « Aisne Vesle Suippe ». Ce document de planification, dont le territoire s’étend sur 3 096 km2 répartis sur trois départements (Aisne, Marne et Ardennes) et deux régions (Champagne-Ardenne et Picardie), a été approuvé le 16 décembre 2013. La structure porteuse de l'élaboration et de la mise en œuvre est le Syndicat d’aménagement des bassins Aisne Vesle Suippe (SIABAVES). 
La qualité des cours d’eau peut être consultée sur un site dédié géré par les agences de l’eau et l’Agence française pour la biodiversité. 

### Climat
Pour des articles plus généraux, voir Climat du Grand Est et Climat de la Marne.
En 2010, le climat de la commune est de type climat océanique dégradé des plaines du Centre et du Nord, selon une étude du Centre national de la recherche scientifique s'appuyant sur une série de données couvrant la période 1971-2000. En 2020, Météo-France publie une typologie des climats de la France métropolitaine dans laquelle la commune est exposée à un climat océanique altéré et est dans la région climatique  Nord-est du bassin Parisien, caractérisée par un ensoleillement médiocre, une pluviométrie moyenne régulièrement répartie au cours de l’année et un hiver froid (3 °C). 
Pour la période 1971-2000, la température annuelle moyenne est de 10,3 °C, avec une amplitude thermique annuelle de 15,1 °C. Le cumul annuel moyen de précipitations est de 712 mm, avec 12 jours de précipitations en janvier et 8,7 jours en juillet. Pour la période 1991-2020, la température moyenne annuelle observée sur la station météorologique de Météo-France la plus proche, « Braine », sur la commune de Braine à 13 km à vol d'oiseau, est de 11,3 °C et le cumul annuel moyen de précipitations est de 662,7 mm. 
La température maximale relevée sur cette station est de 42,1 °C, atteinte le 25 juillet 2019 ; la température minimale est de −15,7 °C, atteinte le 1er janvier 1997,,. 
Les paramètres climatiques de la commune ont été estimés pour le milieu du siècle (2041-2070) selon différents scénarios d'émission de gaz à effet de serre à partir des nouvelles projections climatiques de référence DRIAS-2020. Ils sont consultables sur un site dédié publié par Météo-France en novembre 2022.

## Urbanisme

### Typologie
Au 1er janvier 2024, Baslieux-lès-Fismes est catégorisée commune rurale à habitat dispersé, selon la nouvelle grille communale de densité à sept niveaux définie par l'Insee en 2022.
Elle est située hors unité urbaine. Par ailleurs la commune fait partie de l'aire d'attraction de Reims, dont elle est une commune de la couronne,. Cette aire, qui regroupe 294 communes, est catégorisée dans les aires de 200 000 à moins de 700 000 habitants,.

### Occupation des sols
L'occupation des sols de la commune, telle qu'elle ressort de la base de données européenne d’occupation biophysique des sols Corine Land Cover (CLC), est marquée par l'importance des territoires agricoles (85,5 % en 2018), une proportion sensiblement équivalente à celle de 1990 (85,6 %). La répartition détaillée en 2018 est la suivante : 
terres arables (69,7 %), zones agricoles hétérogènes (15,8 %), forêts (14,4 %), eaux continentales (0,1 %). L'évolution de l’occupation des sols de la commune et de ses infrastructures peut être observée sur les différentes représentations cartographiques du territoire : la carte de Cassini (XVIIIe siècle), la carte d'état-major (1820-1866) et les cartes ou photos aériennes de l'IGN pour la période actuelle (1950 à aujourd'hui).

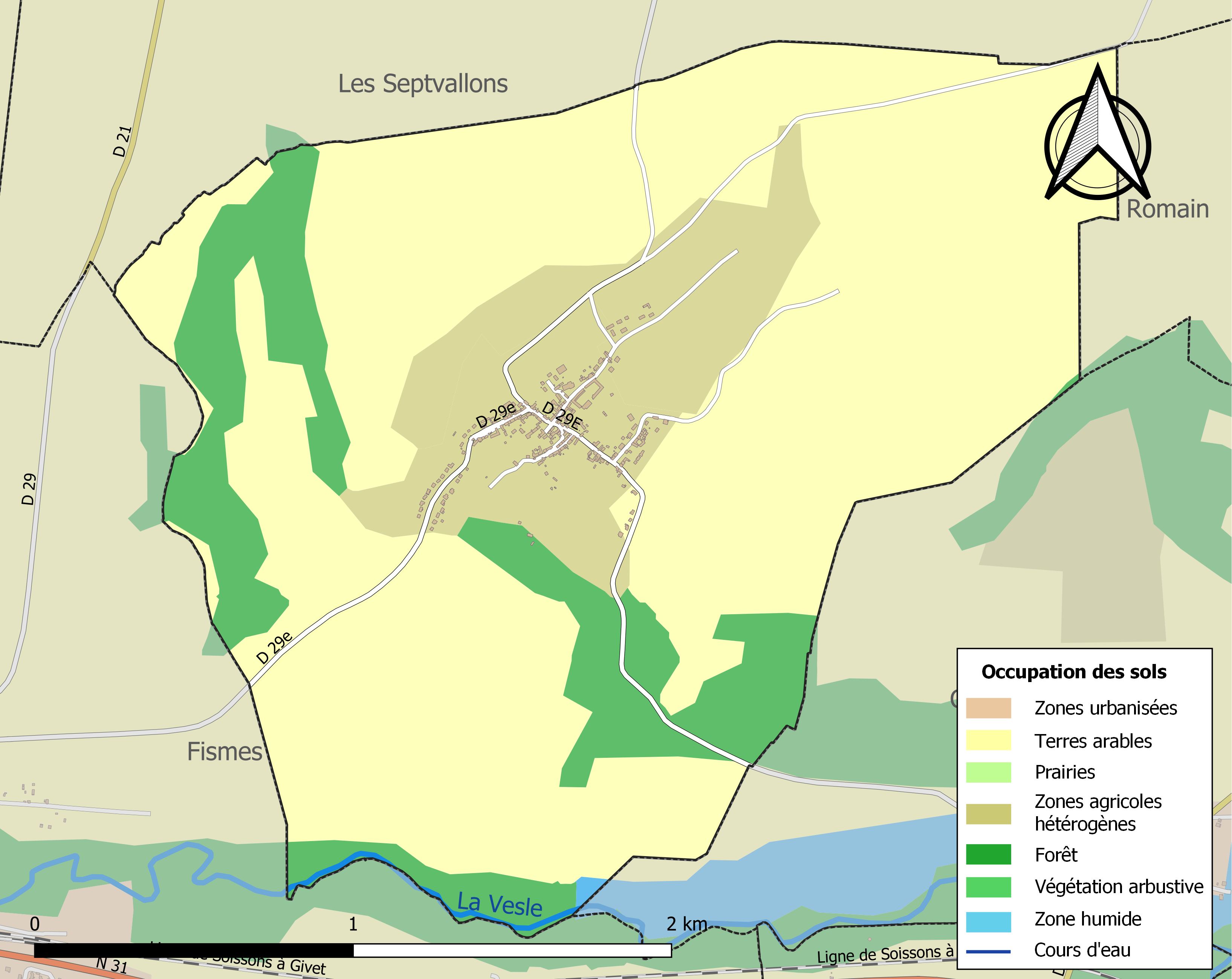
Carte des infrastructures et de l'occupation des sols de la commune en 2018 (CLC).

## Toponymie
Le nom de la localité est attesté sous les formes Balliolium (1100) ; Balloium (1124) ; Balodium (1180) ; Baluel (vers 1222) ; Balleux (1229) ; Bailluel, Baillex (1240) ; Bailliex (1251) ; Baillues (1261) ; Bailleus (1270) ; Baillolium (1300) ; Bailleux (1303-1312) ; Baillieux (1329) ; Bailleuc (1346) ; Bailleux dalès Fymes (1369) ; Ballieux lez Fixmes (1656) ; Bailleux-lez-Fismes (vers 1660) ; Baillieux-lès-Fimes (1727).

La préposition « lès » permet de signifier la proximité d'un lieu géographique par rapport à un autre lieu. En règle générale, il s'agit d'une localité qui tient à se situer par rapport à une ville voisine plus grande. La commune française de Baslieux indique qu'elle se situe près de Fismes.

## Histoire
Une commanderie templière se trouvait dans le village, la maison existe toujours, elle est une ferme. De cette époque des souterrains reliaient des maisons du village et la commanderie. Il y avait sur la commune un moulin à vent et un sur la rivière Bazin.

## Politique et administration

### Intercommunalité
La commune, antérieurement membre de la communauté de communes Ardre et Vesle, est membre, depuis le 1er janvier 2014, de la communauté de communes Fismes Ardre et Vesle.
En effet, conformément au schéma départemental de coopération intercommunale de la Marne du 15 décembre 2011, les anciennes communautés de communes CC des Deux Vallées du Canton de Fismes (9 communes) et CC Ardre et Vesle (11 communes) ont fusionné par arrêté préfectoral du 23 mai 2013, afin de former à compter du 1er janvier 2014 la nouvelle communauté de communes Fismes Ardre et Vesle.

### Liste des maires
| Période                                  | Période    | Identité                                | Étiquette | Qualité                        |
| ---------------------------------------- | ---------- | --------------------------------------- | --------- | ------------------------------ |
| Les données manquantes sont à compléter. |            |                                         |           |                                |
| avant 1874                               | après 1876 | Barbier                                 |           |                                |
|                                          | 1880       | Guidez                                  |           |                                |
| avant 1995                               | ?          | Robert Gourdier                         |           |                                |
| mars 2001                                | avril 2011 | Anne Lepinette puis Anne Garitan-Possoz | DVD       |                                |
| avril 2011                               | mai 2020   | Jacky François                          |           | Réélu pour le mandat 2014-2020 |
| mai 2020                                 | en cours   | Lucie Pollet                            |           |                                |

## Population et société

### Démographie
L'évolution du nombre d'habitants est connue à travers les recensements de la population effectués dans la commune depuis 1793. Pour les communes de moins de 10 000 habitants, une enquête de recensement portant sur toute la population est réalisée tous les cinq ans, les populations de référence des années intermédiaires étant quant à elles estimées par interpolation ou extrapolation. Pour la commune, le premier recensement exhaustif entrant dans le cadre du nouveau dispositif a été réalisé en 2007.

En 2022, la commune comptait 342 habitants, en évolution de +7,55 % par rapport à 2016 (Marne : −1,19 %, France hors Mayotte : +2,11 %).
| 1793 | 1800 | 1806 | 1821 | 1831 | 1836 | 1841 | 1846 | 1851 |
| ---- | ---- | ---- | ---- | ---- | ---- | ---- | ---- | ---- |
| 273  | 336  | 330  | 355  | 402  | 335  | 371  | 354  | 327  |

| 1856 | 1861 | 1866 | 1872 | 1876 | 1881 | 1886 | 1891 | 1896 |
| ---- | ---- | ---- | ---- | ---- | ---- | ---- | ---- | ---- |
| 335  | 317  | 300  | 278  | 303  | 283  | 323  | 308  | 315  |

| 1901 | 1906 | 1911 | 1921 | 1926 | 1931 | 1936 | 1946 | 1954 |
| ---- | ---- | ---- | ---- | ---- | ---- | ---- | ---- | ---- |
| 336  | 327  | 344  | 302  | 287  | 290  | 276  | 263  | 241  |

| 1962 | 1968 | 1975 | 1982 | 1990 | 1999 | 2006 | 2007 | 2012 |
| ---- | ---- | ---- | ---- | ---- | ---- | ---- | ---- | ---- |
| 196  | 181  | 144  | 129  | 162  | 188  | 269  | 281  | 299  |

| 2017 | 2022 | - | - | - | - | - | - | - |
| ---- | ---- | - | - | - | - | - | - | - |
| 327  | 342  | - | - | - | - | - | - | - |

### Enseignement
Pour les écoles maternelle et élémentaire, la commune dépend du pôle scolaire du village voisin de Courlandon, qui accueille également les enfants des communes de Bouvancourt, Breuil-sur-Vesle, Hourges, Magneux, Romain et Unchair.

## Culture locale et patrimoine

### Lieux et monuments
- L'église de Baslieux et ses objets classés aux monuments historiques : un retable, un saint Julien, un christ aux liens comme sculptures du XVIe, trois autels rénovés.
- Le cimetière de l'église comporte une tombe remarquable : celle d'un officier de la Grande Armée, en forme d'obélisque et avec les listes des principales campagnes de Napoléon auxquelles ledit officier a participé.

### Décorations françaises
Croix de guerre 1914-1918 : 30 mai 1921.